# Oboiànovka
Oboiànovka (en rus: Обояновка) és un poble de l'óblast de Kémerovo, a Rússia, que en el cens del 2010 tenia 282 habitants, pertany al districte de Mariïnsk.